# John Langenus

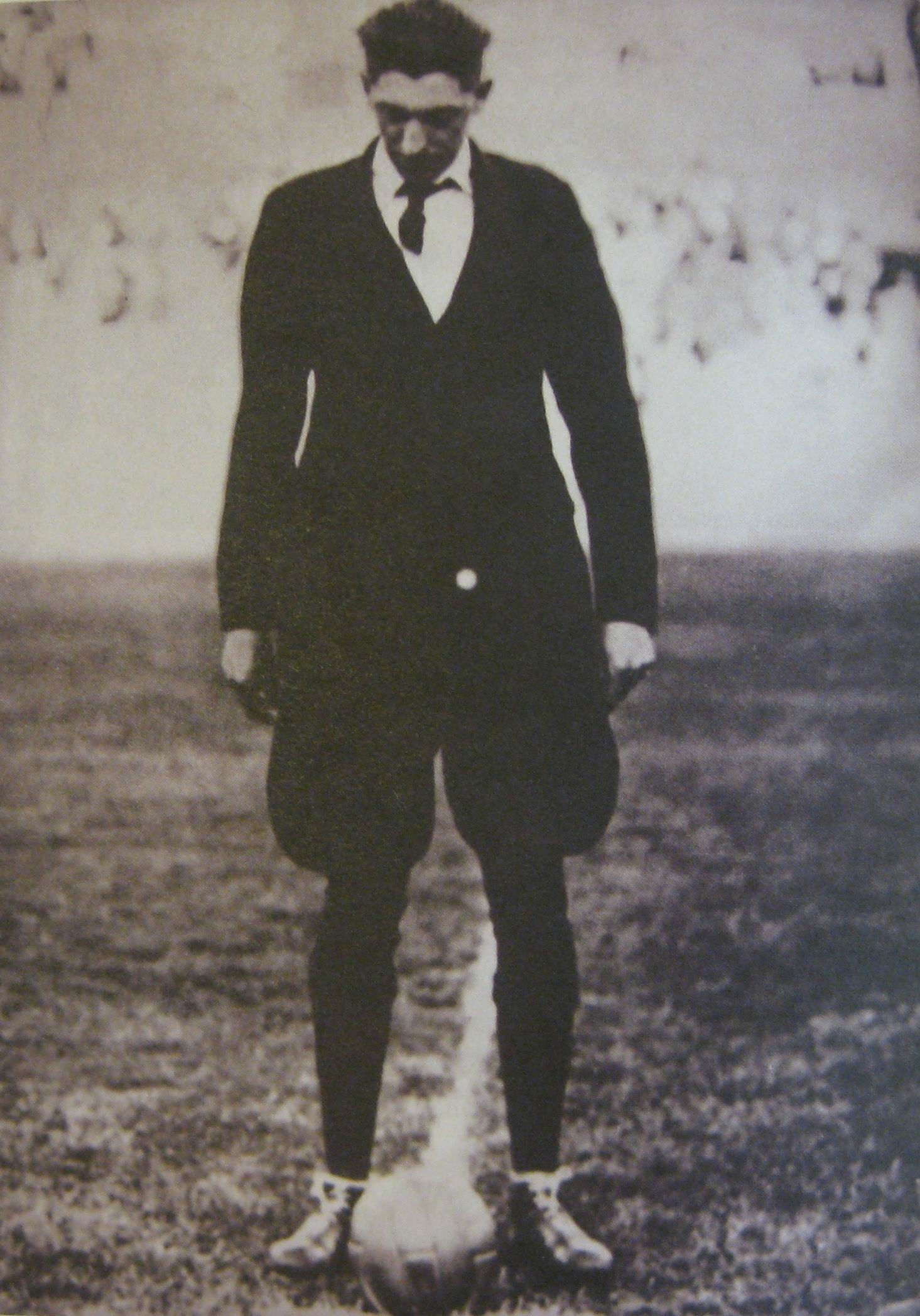
John Langenus

John Langenus (född den 8 december 1891 i Berchem, Belgien och död 1 oktober 1952) var en belgisk fotbollsdomare som bland annat dömde matcher i de tre första VM-turneringarna. Hans främsta merit var att döma i den första VM-finalen den 30 juli 1930 mellan Uruguay och Argentina på Estadio Centenario i Montevideo, Uruguay.

## VM 1930
Langenus var en av endast tre domare från Europa som åkte med ner till Uruguay för att döma i VM 1930. Totalt dömde han fyra matcher under turneringen. De två första var gruppspelsmatcherna mellan dels Argentina och Chile och dels Uruguay och Peru. Därefter dömde han den första semifinalen mellan Argentina och USA som slutade med en seger för argentinarna med hela 6-1.
Han fick därefter äran av Fifa att döma finalen mellan Argentina och värdnationen Uruguay. Han krävde för att döma finalen att den skulle finnas en snabb flyktplan som han skulle kunna ta ner till hamnen och ombord skeppet han skulle hem med. Det första problemet han fick lösa före matchstarten var att båda lagen ville att matchen skulle spelas med just deras boll. Det problemet löste Langenus genom att den argentinska bollen användes i första halvleken och den uruguayanska i den andra halvleken. Han dömde finalen på ett föredömligt sätt och den enda omdiskuterade situationen var ett misstänkt offsidemål i första halvleken som gav Argentina ledningen med 2-1. Matchen slutade med en seger för Uruguay med 4-2.

## VM 1934
I VM 1934 i Italien fick Langenus endast döma en match, åttondelsfinalen mellan Tjeckoslovakien och Rumänien. Matchen vanns av Tjeckoslovakien med 2-1.

## VM 1938
I VM 1938 i Frankrike fick Langenus döma två matcher. Dels dömde han åttondelsfinalen mellan Schweiz och Tyskland, vilken slutade oavgjort 1-1 även efter förlängning. På den tiden användes inte straffsparksläggning, utan det blev en omspelsmatch några dagar senare (den matchen dömdes dock inte av Langenus, utan av svensken Ivan Eklind). Det var för övrigt i den matchen som Langenus för första och enda gången i VM-sammanhang behövde visa ut en spelare.
Efter det fick han även döma bronsmatchen mellan Sverige och Brasilien. Den matchen slutade 3-2 till Brasilien.